# Thorrenc
Thorrenc é uma comuna francesa na região administrativa de Auvérnia-Ródano-Alpes, no departamento de Ardèche. Estende-se por uma área de 3,67 km². Em 2010 a comuna tinha 240 habitantes (densidade: 65,4 hab./km²).